# 네이버 MY플레이스
네이버 MY플레이스는 네이버가 제작한 지역 정보검색 및 추천 서비스이다.

## 개요

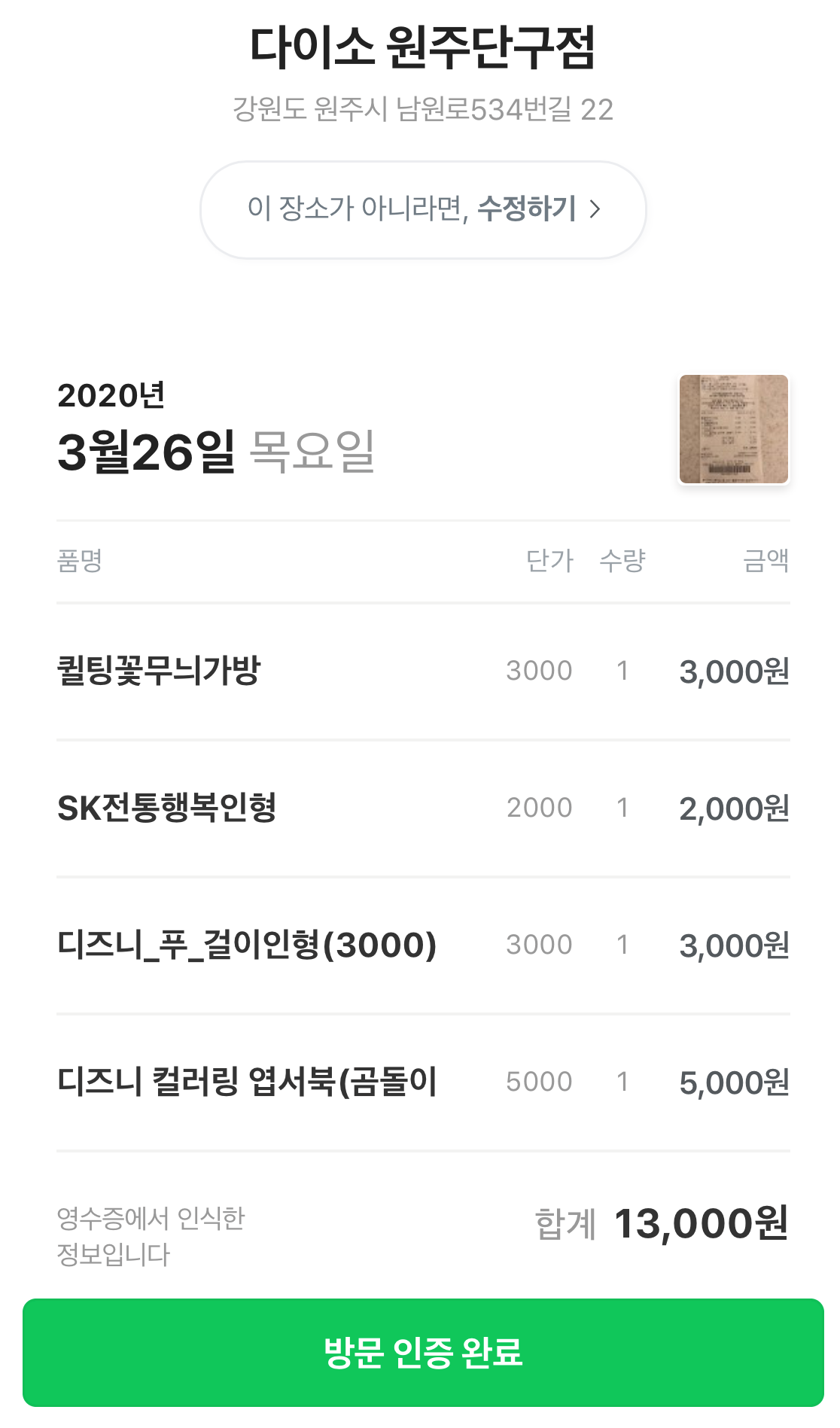
영수증을 OCR로 인식한 화면

MY플레이스 사이트에서 영수증 인증 기능을 이용해 영수증을 스캔하고 자동으로 업체 정보를 확인 후 리뷰와 함께 제출할 수 있다. 스캔 시 OCR 및 AI 기술이 가게 정보, 구매 내역, 위치를 확인하기 위해 위해 사용된다. 영수증 정보에 따라 차등적으로 네이버 포인트를 지급한다. 이러한 방식으로 영수증을 인증 받은 가게 이용자가 남긴 리뷰는 네이버 통합검색, 네이버 지도 등 다른 서비스와 연동되어 노출된다.